# SnoRNP

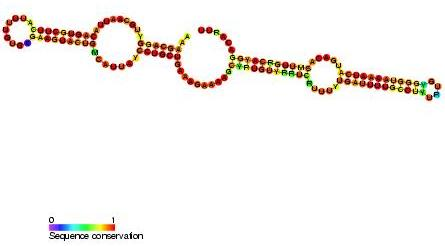
snoRNA (na obrázku) je důležitou složkou snoRNP komplexů

snoRNP je zkratka pro skupinu ribonukleoproteinů vzniklá z anglického spojení small nucleolar ribonucleoprotein, tedy malý jadérkový ribonukleoprotein. Jedná se o komplexy RNA a bílkovin, vyskytující se v jadérku. Zmíněná RNA se konkrétně označuje jako snoRNA. SnoRNA komplexy se účastní zřejmě zejména úprav ribozomální RNA (rRNA) v jadérku, ale dále také dalších typů RNA (jako je snRNA a další). Zprostředkovávají zejména methylaci na 2' hydroxylové skupině ribózy a tvorbu pseudouridinu (izomer uridinu).